# Avegno (Italië)
Avegno is een gemeente in de Italiaanse provincie Genua (regio Ligurië) en telt 2230 inwoners (31-12-2004). De oppervlakte bedraagt 11 km², de bevolkingsdichtheid is 195 inwoners per km².
De volgende frazioni maken deel uit van de gemeente: Avegno Chiesa, Molino Nuovo, Salto, Testana, Vexina.

## Geografie
De gemeente ligt op ongeveer 34 m boven zeeniveau.
Avegno grenst aan de volgende gemeenten: Rapallo, Recco, Sori, Tribogna, Uscio.

## Externe link

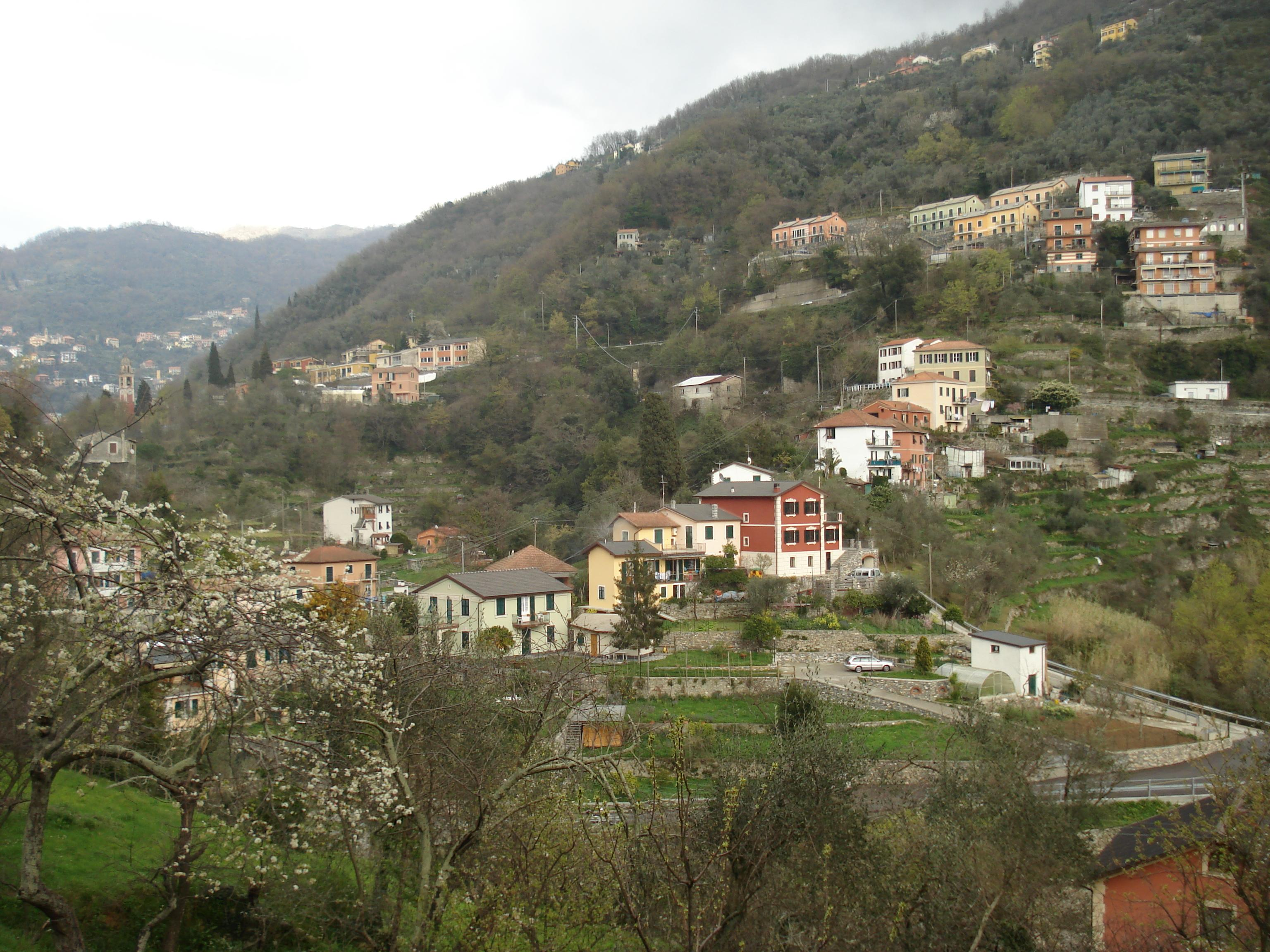
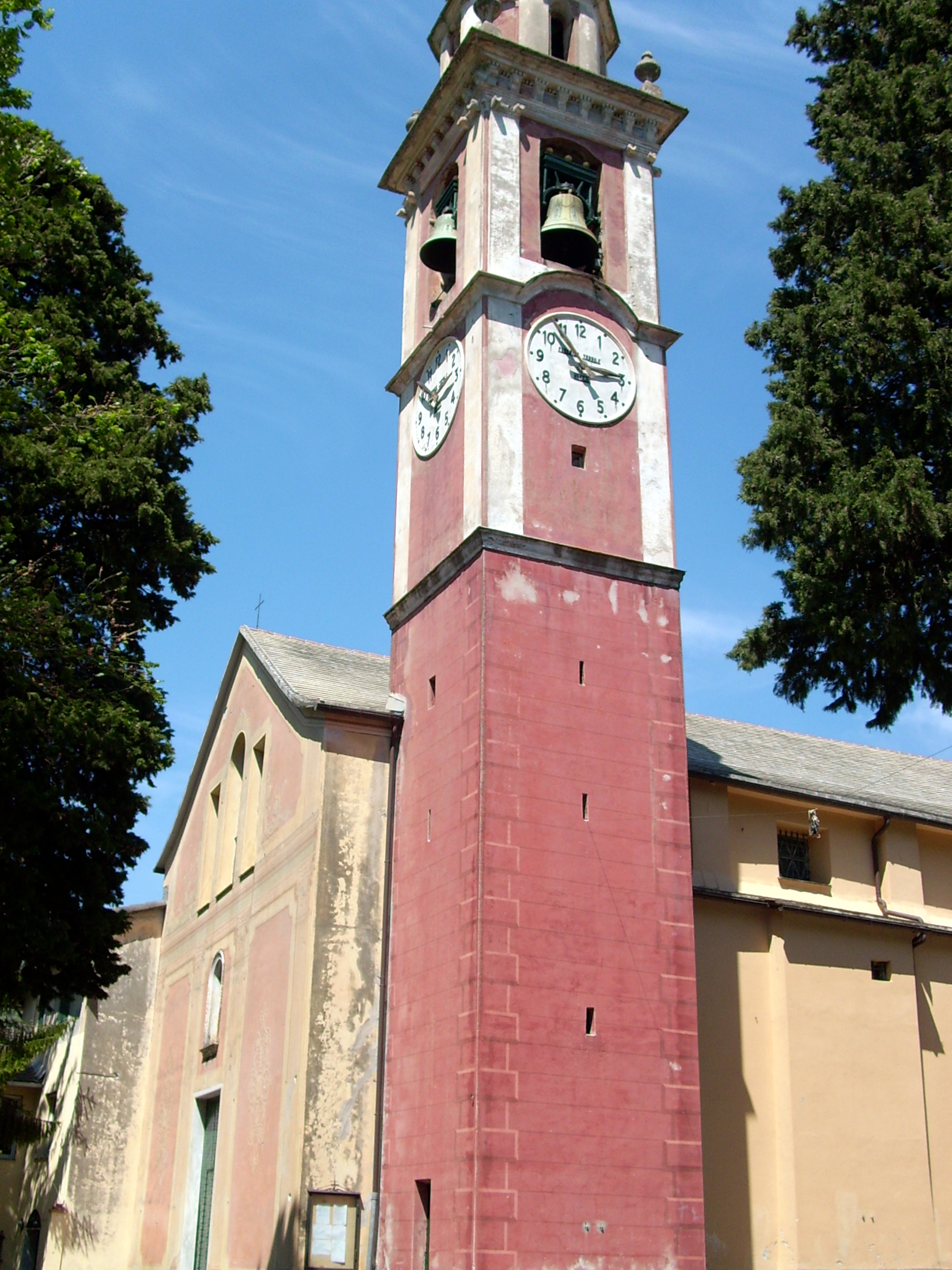
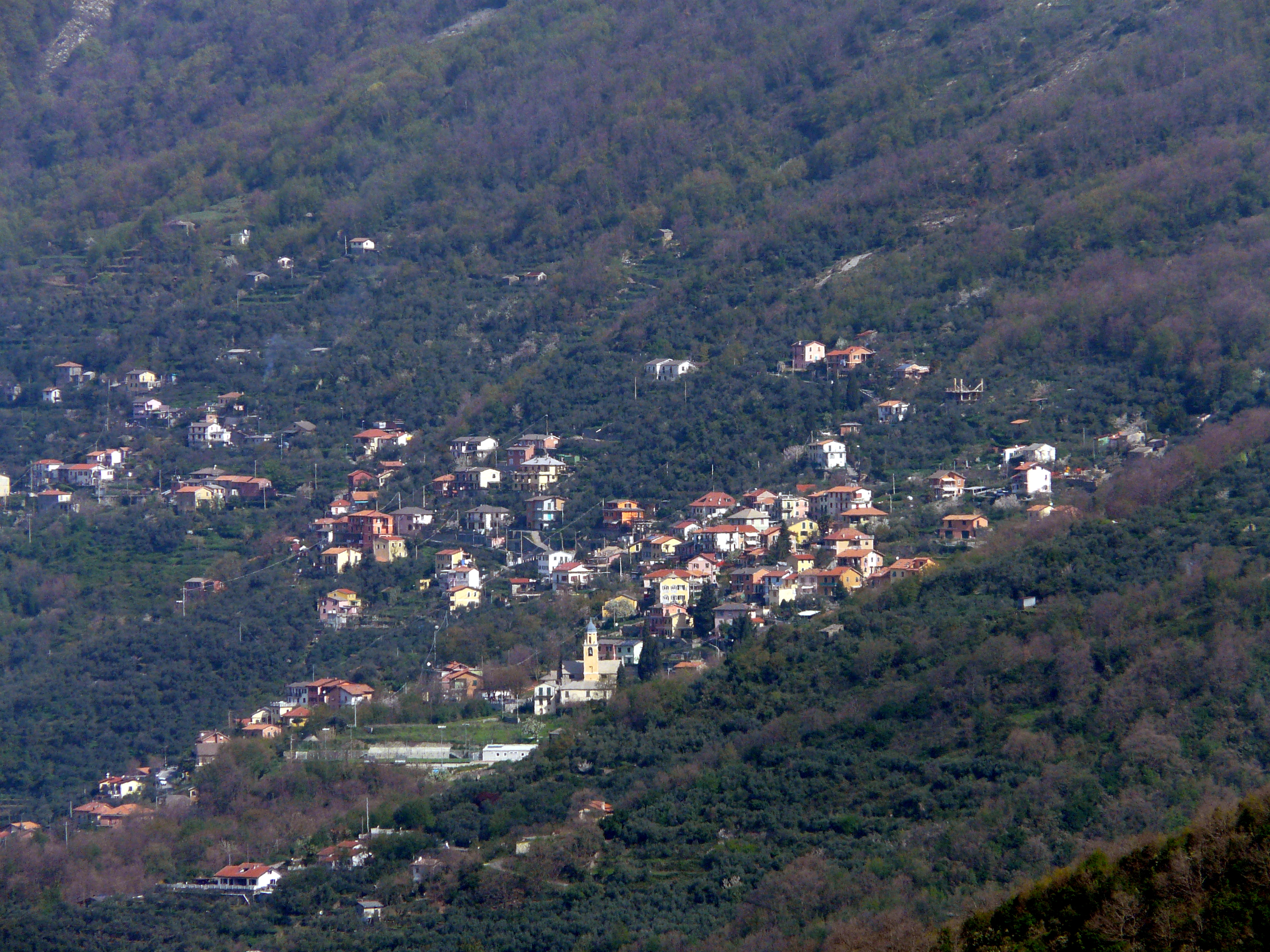
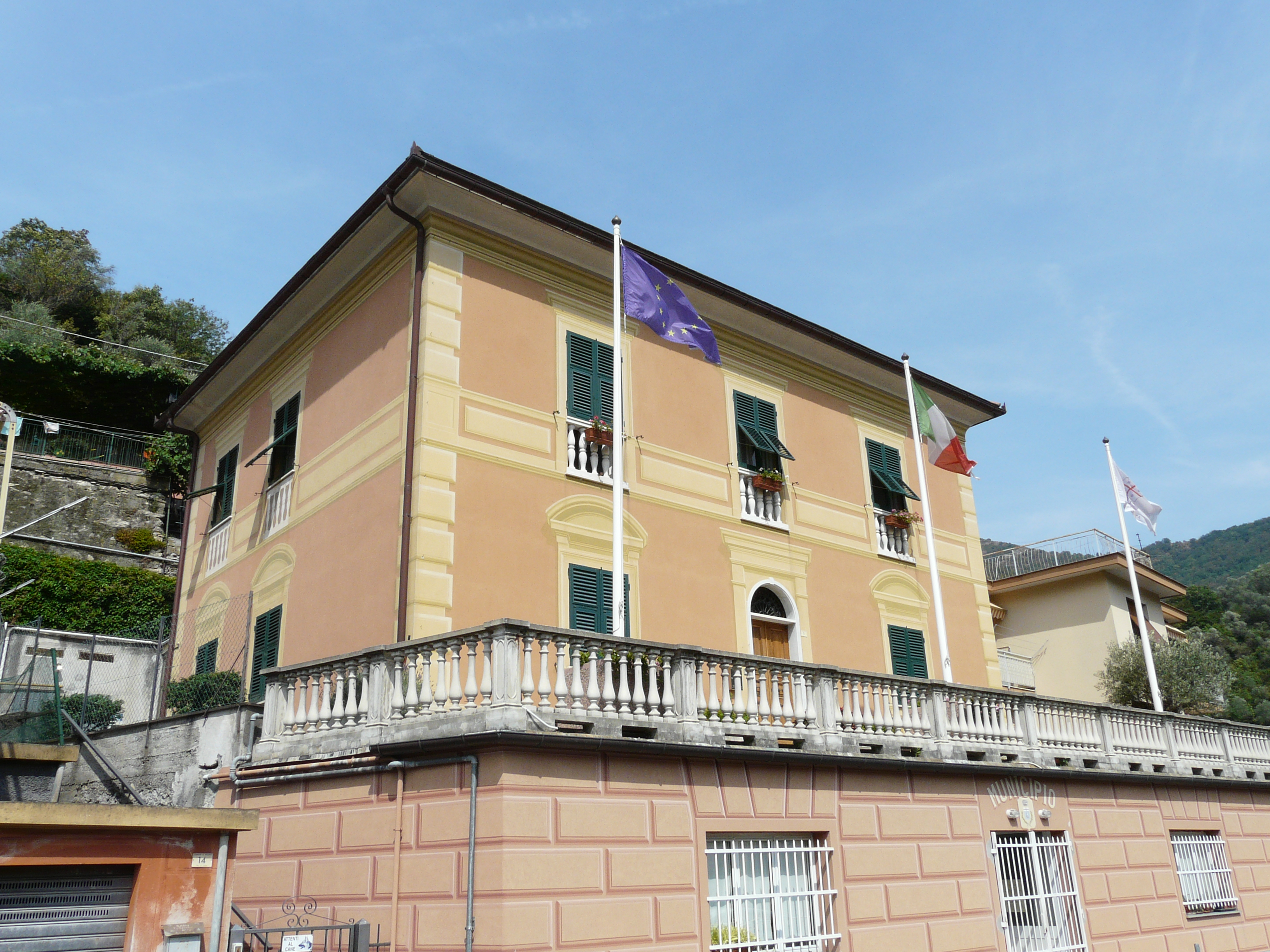